# Meiose 2
A meiose é o processo de formação de gametas em que cada célula precursora diploide origina quatro células haploides. 

## Mitose

### Prófase
A prófase é a fase inicial da divisão celular, ocorrendo nela os seguintes eventos:
1. Ocorre início da condensação dos cromossomos. Cada cromossomo duplicado apresenta-se formado por duas cromátides , unidas pelo centrômero, denominadas cromátides-irmãs.
2. O nucléolo começa a se tornar menos evidente, desaparecendo no final da prófase.
3. Os centríolos já duplicados, afastam-se para os pólos no final da prófase.
4. Em torno dos centríolos aparecem as fibras que constituem o áster. Obs.: Nas células dos vegetais superiores como não há centríolos, não aparecem estas fibras.
5. A carioteca começa a se desigenerar.

### Prometáfase
1. Ocorre a ruptura da carioteca, não havendo mais limites entre citoplasma e material nuclear.
2. Os centríolos atingem os pólos opostos da célula.
3. Formam-se as fibras do fuso mitótico. Ocorrem dois tipos de fibras: As fibras contínuas, que vão de centríolo a centríolo, e as fibras cromossômicas, nas quais vão se prender ao centrômero dos cromossomos.

### Metáfase
Ocorrem os seguintes eventos:
1. Os cromossomos encontram-se alinhados em um mesmo plano, na região equatorial da célula formando a placa metafásica.
2. Os cromossomos atingem o máximo de condensação, sendo nessa fase da divisão que se monta o cariótipo de uma espécie.

### Anáfase
Eventos:
1. A anáfase inicia-se no momento em que o centrômero de cada cromossomo duplicado dividi-se longitudinalmente, separando as cromátides.
2. Devido ao encurtamento das fibras do fuso, os cromossomos irmãos migram cada um em direção a um centríolo, nos pólos da célula.

### Telófase
Na telófase ocorre praticamente o inverso que ocorreu na prófase e na prometáfase:
1. A carioteca se reorganiza.
2. Ocorre a desespiralização dos cromossomos.
3. Desaparecem as fibras do aster e do fuso mitótico.

## Meiose
Na meiose ocorre uma duplicação cromossômica para duas divisões celulares, havendo redução do número de cromossomo, através da meiose I e meiose II.
O objetivo da meiose é reduzir o número de cromossomos à metade.

## Fases da Meiose
Meiose I:
Prófase I
Prometáfase I
Metáfase I
Anáfase I
Telófase I
Intercinese
Meiose II:
Prófase II
Prometáfase II
Metáfase II
Anáfase II
Telófase II

### MEIOSE I

#### Prófase I
A prófase I é a fase mais longa de toda meiose.

##### Leptóteno
Eventos:
1. Inicia-se a espiralização dos cromossomos;
2. Apesar de duplicados os cromossomos estão pouco visíveis;
3. Em cada filamento nota-se a presença de regiões condensadas, denominadas cromômero.

##### Zigóteno
Evento:
Ocorre o emparelhamento dos cromossomos homólogos, processo denominado sinapse.

##### Paquíteno
Eventos:
1. Com a progressiva espiralização os cromossomos tornam-se mais visíveis;
2. Pode-se perceber que cada cromossomo é constituído de duas cromátides-irmãs;
3. Cada par recebe a denominação de bivalente. Como os cromossomos estão duplicados, cada bivalente é formado por por quatro cromátides, formando uma tétrade.

Nota: Pode ocorrer um fenômeno chamado permutação ou crossing-over, que representa troca de genes entre as cromátides homólogas, processo importante no aumento da variabilidade gênica da espécie.

##### Diplóteno
Evento:
Os pontos de contato entre as cromátides homólogas durante a permutação, constitui os quiasmas, observadas na subfase.

##### Diacinese
Na diacinese ocorre o deslocamento dos quiasmas em direção às extremidades dos cromossomos, permitindo que eles se separem, havendo com isso a terminalização dos quiasmas.
Nota: Durante a prófase I os centríolos duplicados migram para os pólos da célula, formam-se o fuso mitótico e o áster, havendo ainda o desparecimento do nucléolo.

#### Prometáfase I
Com o rompimento da carioteca, inicia-se a prometáfase I. As fibras polares passam a ocupar a região correspondente ao núcleo e os cromossomos dirigem-se para a região equatorial da célula.

#### Metáfase I
Os cromossomos duplicados e pareados dispõem-se na região ou plano equatorial da célula. A espiralização é máxima.

#### Anáfase I
Os cromossomos, ainda duplicados, migram aos pólos da célula, cada componente do par de homólogos migram para um dos pólos opostos.
Na anáfase I não há divisão do centrômero.

#### Telófase I
O que ocorre na telófase I da meiose é bastante semelhante ao que acontece na telófase da mitose: os cromossomos desepiralizam-se, a carioteca e o núcleo se reorganizam, ocorre a citocinese, as fibras de áster e do fuso mitótico desaparecem.

### MEIOSE II
A meiose II é extremamente semelhante à mitose. A formação de células haplódies, a partir de outras haplóides, só é possível porque ocorre, durante a meiose II, a separação das cromátides que formam as díades. Cada cromátide de uma díade dirige-se para um pólo diferente e já pode ser chamado de cromossomo-filho.